# Karl Luyken

Karl Luyken

Ernst Arnold Philipp Karl Luyken (* 13. Februar 1874 in Pawelwitz bei Breslau; † 18. Mai 1947 in Wüsten) war ein deutscher Geophysiker.

## Biografie
Karl Luyken studierte Technik und Physik. 1898 war er Gründungsmitglied der studentischen Vereinigung Die Rodensteiner. Ab 1900 war er Mitarbeiter des Königlich Meteorologischen und Erdmagnetischen Observatoriums in Potsdam und nahm als Erdmagnetiker an der Deutschen Südpolarexpedition 1901–1903 unter Erich von Drygalski teil. Er führte geomagnetischen Beobachtungen auf den Kerguelen durch.
Er war seit 1906 mit Carola von Nordheim verheiratet und hatte mit ihr zwei Kinder.